# Alexandros Varitimiadis
Alexandros Varitimiadis (en griego: Αλέξανδρος Βαρυτιμιάδης; Giannitsa, Grecia; 21 de junio de 1994 – Austria; 7 de mayo de 2023) fue un baloncestista griego que jugaba en la posición de ala-pívot. Participó en el Draft de la NBA en 2016 pero no fue seleccionado por nadie.

## Carrera

### Equipos
| Periodo   | Club                          |
| --------- | ----------------------------- |
| 2012–2014 | PAOK BC                       |
| 2013–2014 | → Filippos Verias BC (cedido) |
| 2014–2017 | Aries Trikala BC              |
| 2017–2019 | Umeå BSKT                     |
| 2019      | BSW Sixers                    |
| 2019–2020 | Umeå BSKT                     |
| 2020–2023 | Raiffeisen Dornbirn Lions     |

## Muerte
Varitimiadis murió de cáncer el 7 de mayo de 2023 a los 28 años.